# Krzywa Hala

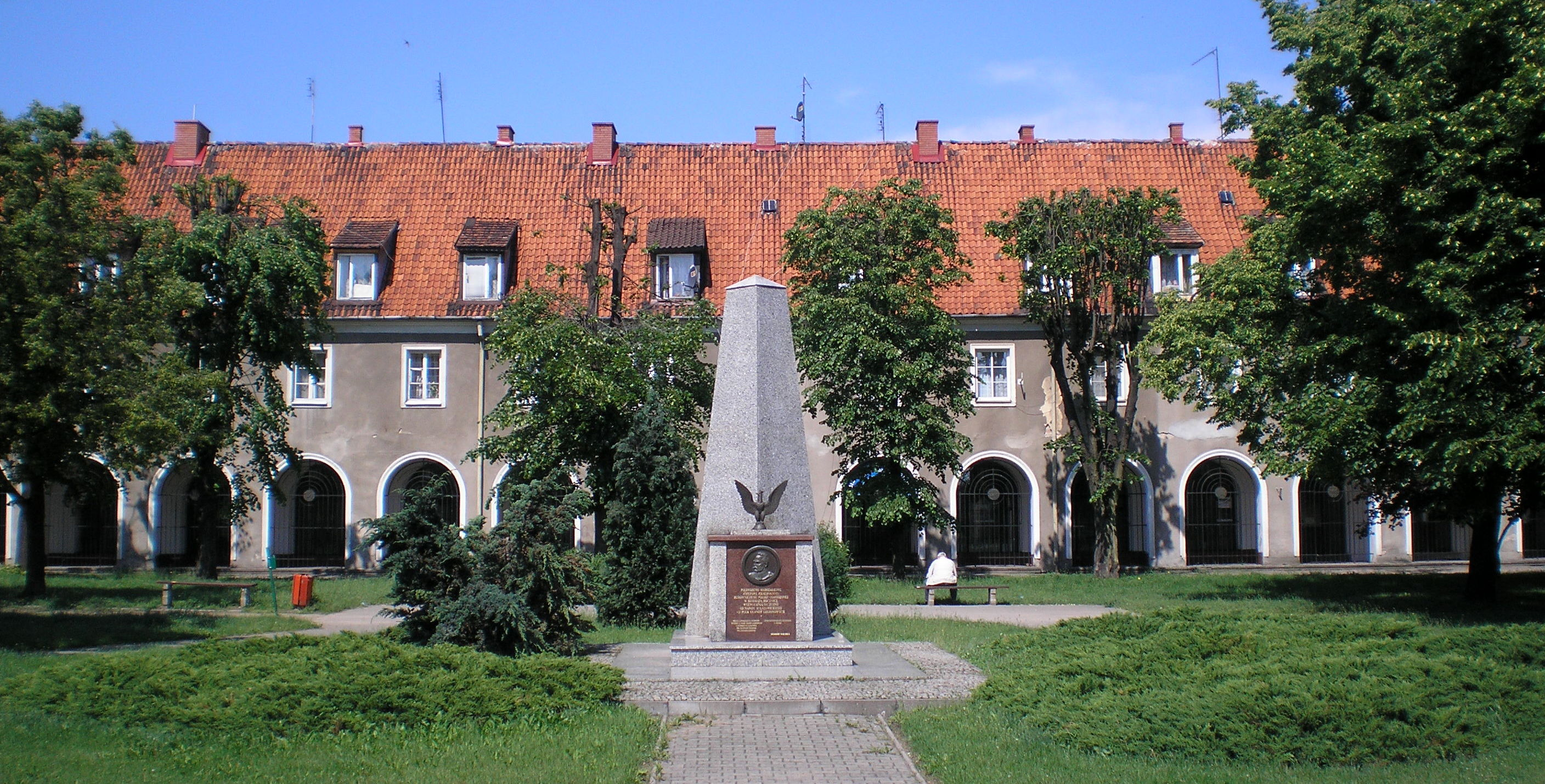

Krzywa Hala – budynek w Ciechanowie.
Krzywa hala na placu Józefa Piłsudskiego od wielu lat wpisana jest w krajobraz architektoniczny Ciechanowa. Jest jednym z głównych, a przynajmniej jednym z najbardziej charakterystycznych budynków znajdujących się w poniemieckiej dzielnicy Bloki. Została wybudowana w latach 1942–1943, w czasie okupacji niemieckiej i kształtem miała podkreślać układ planowanego Rynku Nowego Miasta. Tuż przed halą miała się znajdować aleja ogrodowa, która planowo miała się kończyć w okolicach obecnej ulicy Narutowicza. W czasach Polskiej Rzeczypospolitej Ludowej szczególną uwagę zwracał różowy kolor elewacji budynku. Przed – dzisiaj szarą – halą znajduje się park i obelisk, pod którym kombatanci co roku składają kwiaty z okazji urodzin marszałka Józefa Piłsudskiego. Obiekt ma obecnie ważne znaczenie praktyczne – znalazła tam swą siedzibę Biblioteka Akademicka.